# Źródła (Sęsów)
Źródła – dawna część wsi Sęsów w Polsce, w województwie łódzkim, w powiecie pajęczańskim, w gminie Działoszyn.
1 stycznia 2024 nazwa miejscowości została zniesiona.
W latach 1975–1998 miejscowość administracyjnie należała do województwa sieradzkiego.